# Gná
Gná est une déesse Ase de la mythologie nordique. Messagère de Frigg, elle possède un cheval nommé Hófvarpnir (« celui qui lance ses sabots »), capable de galoper aussi bien dans le ciel que sur la mer.